# مجلس الأعيان الأردني
مجلس الأعيان الأردني هو جزء من السلطة التشريعية في الأردن والذي يشكل مع مجلس النواب ما يسمى بـ «مجلس الأمة». يختلف مجلس الأعيان عن مجلس النواب في طريقة اختيار الأعضاء. فأعضاء مجلس النواب يتم اختيارهم بالإنتخاب المباشر من قبل الشعب وفقا لقانون الإنتخاب، بينما يتم اختيار وتعيين أعضاء مجلس الأعيان بإرادة ملكية، استنادا إلى المادة 36 من الدستور الأردني التي تنص على «الملك يعين أعضاء مجلس الاعيان ويعين من بينهم رئيس مجلس الاعيان ويقبل استقالتهم». يذكر أن أول مشاركة للمرأة الأردنية في مجلس الأعيان كانت للسيدة ليلى شرف في عضوية مجلس الأعيان السادس عشر الذي تشكل في 23 نوفيمبر 1989.

## التاريخ
نشأ مجلس الأعيان الأردني بعد عقد معاهدة الصداقة الأردنية - البريطانية، وأهم ما جاء في هذه المعاهدة هو إلغاء القانون الأساسي لإمارة شرق الأردن عام 1928 (أول دستور)، ليحل محله الدستور الصادر في 1 شباط 1947، والذي أناط أعمال السلطة التشريعية بالملك ومجلس الأمة اعتمادا على نظام ثنائية الغرف التشريعية. وظل معمولا بهذا التشريع منذ ذلك الوقت وحتى اليوم.

## قوانين عمل المجلس
يمارس مجلس الأعيان صلاحيات رقابية سياسية ومالية على الحكومة. ويتألف مجلس الأعيان (بما فيه الرئيس) من عدد أعضاء لا يتجاوز نصف عدد مجلس النواب كما تنص المادة 63 من الدستور.
ويشترط في عضو مجلس الأعيان أن يكون قد أتم الأربعين سنة وأن يكون من أحد الطبقات التالية: رؤساء الوزراء والوزراء الحاليون والسابقون، ومن عمل سابقاً في مناصب السفراء، والوزراء المفوضين، ورؤساء مجلس النواب، ورؤساء وقضاة محكمة التمييز ومحاكم الإستئناف النظامية والشرعية، والضباط المتقاعدون من رتبة أمير لواء فصاعداً، والنواب السابقون الذين انتخبوا للنيابة لا أقل من مرتين، ومن ماثل هؤلاء الشخصيات الحائزين على ثقة الشعب واعتماداً بأعمالهم وخدماتهم للأمة والوطن. تبلغ مدة العضوية في مجلس الأعيان أربع سنوات، ويجوز للملك إعادة تعيين من انتهت مدة عضويته منهم وذلك استنادا إلى المادة الـ 65 من الدستور الأردني التي تنص على:
- مدة العضوية في مجلس الأعيان أربع سنوات ويتجدد تعيين الأعضاء كل أربع سنوات ويجوز إعادة تعيين من انتهت مدته منهم.
- مدة رئيس مجلس الأعيان سنتان ويجوز إعادة تعيينه.

### المستثنيين من التعيين
استثنيت الفئات الآتية من عضوية مجلس الأعيان، وذلك بموجب نص المـادة (75) الفقرة الأولى من الدستور وهي:
1.من لم يكن أردنياً.
2.من يدعي بجنسية أو حماية أجنبية.
3.من كان محكومـاً عليه بالإفلاس، ولـم يستعد اعتباره قانونياً.
4.من كان محكوماً عليه بالسجن بجريمة غير سياسية لمدة تزيد عن سنة ولم يُعفَ عنه.
5.من كان لـه منفعة مادية لدى دوائـر حكومية.
6.من كان مجنوناً أو معتوها.
7.مـن كان من أقارب الملك من الدرجـة التي تعين بقانون خاص.

### حصانة عضو مجلس الأعيان
نص دستور 1952 في المادة رقم (87) على أن لكل عضو من أعضاء مجلس الأعيان حرية إبداء الرأي وأنـه لا يجوز محاسبة العضو بسبب أي تصويت، أو أي رأي يبديه أو خطاب يلقيـه أثنـاء انعقاد جلسات المجلس. كما نصّت الفقـرة الأولى من المادة (86) من الدستور على منع توقيف عضو مجلس الأعيان أو محاكمته خلال مـدة اجتماع المجلس، إلا إذا قـرر مجلس الأعيان بالأغلبية المطلقة وجود سبب كاف لتوقيف العضو أو محاكمته. كما لا يجوز أن يتـم القبض على عضو مجلس الأعيان إلاّ في حالة التلبس بجريمـة جنائية.

### القانون الداخلي لمجلس الأعيان
صدر القانون الداخلي لمجلس الأعيان سنة 1998 بمقتضى المادة الـ 83 من الدستور، حيث جاء هذا القانون بديلا عن قانون سنة 1984 الذي تم إلغاؤه. يتكون القانون الداخلي الحديث لمجلس الأعيان من 111 مادة، ويبين القانون واجبات المجلس ودوره الرقابي والتشريعي ويوضح آليه عمله واجتماعاته. وقبل أن يبدأ عضو مجلس الأعيان في عمله، عليه أن يقسم أمام المجلس بالولاء والإنتماء للملك والوطن والحفاظ على الدستور وتكون صيغة القسم بالشكل التالي:
«أُقسم بالله العظيم أن أكون مخلصا للملك والوطن وأن أحافظ على الدستور، وأن أخدم الأمة وأقوم بالواجبات الموكولة إليَّ حق القيام»

### التشريع
يُعدُّ التشريـع من أهم الوظائف التي يقـوم بها مجلس الأعيان والنواب معا في النظام السياسي في الأردن. ويمارس المجلسـان الصلاحيات نفسها في هـذه الوظيفة. حيث يحـق للمجلسين قبول أو رفض أو تعديل أيّاً مـن مشروعات القوانين التي تضعها الحكومة وتعرضها على المجلسين. ولإقرار أي مشروع قانون لا بد أن يوافق المجلسان عليه معا. وإذا أدخل أيٌّ من المجلسين تعديلاً على مشروع القانون الوارد من الحكومة فلا بد أن يوافق المجلس الآخر على هذا التعديل لكي يصبح التعديل ملزماً بحكم القانون. وإذا رفض أي من المجلسين مشروع قانون يصبح مشروع القانون مرفوضاً مـن الناحية التشريعية.
وتعـد الجلسات المشتركة بين المجلسين من السمات الرئيسية في العمل التشريعي الأردني وذلك لضمان سن قوانيـن تتصف بالتوازن والمعقوليـة والوضوح وخدمة الصالح العام، وإذا اختلف المجلسان حول مشروع قانون معيـن سواء مـن حيث رفض أحد المجلسين للتعديـلات التي أدخلها المجلس الآخر على مشروع القانون، أو رفض أي منهما لمشروع قانون يجتمع المجلسان في جلسة مشتركة لحل الخلاف التشريعي بينهما برئاسة رئيس مجلس الأعيان.

### لجان المجلس
يتكوّن مجلس الأعيان من 16 لجنة تسمى اللجان الدائمة وهي كما يلي:
- (1) اللجنة القانونيــة
- (2) اللجنة المالية والاقتصاديـة
- (3) لجنة الشؤون العربية والدولية والمغتربين
- (4) اللجنة الإداريــــة
- (5) لجنة التربية والتعليم
- (6) لجنة الإعــلام والتوجيه الوطنـي
- (7) لجنة الصحة والبيئة والسكــان
- (8) لجنة الزراعة والميـاه
- (9) لجنة العمل والتنمية الاجتماعية
- (10) لجنة الطاقة والثروة المعدنية
- (11) لجنة السياحة والتــراث
- (12) لجنة الخدمـات العامة
- (13) لجنة الحريات وحقوق المواطنين
- (14) لجنــة فلسطين
- (15) لجنـة المـرأة
- (16) لجنة الثقافة والشباب والرياضة

## رئاسة المجلس
تولى رئاسة المجلس منذ تأسيسه وحتى اليوم، التالية أسمائهم:
| رقم المجلس             | الرئيس                   | فترة الاستلام: من | فترة الاستلام: إلى | عدد الأعضاء | ملاحظة |
| ---------------------- | ------------------------ | ----------------- | ------------------ | ----------- | --- |
| المجلس الأول           | توفيق أبو الهدى          | 20 أكتوبر 1947    | 20 أبريل 1950      | 10          | |
| المجلس الثاني          | توفيق أبو الهدى          | 20 أبريل 1950     | 30 مايو 1951       | 20          | كانت مدة العضوية في هذا المجلس ثمانية سنوات                                                                   |
| المجلس الثالث          | إبراهيم هاشم             | 1 سبتمبر 1951     | 31 أكتوبر 1951     | 20          | |
| المجلس الرابع          | إبراهيم هاشم             | 1 نوفمبر 1951     | 31 أكتوبر 1955     | 20          | كانت مدة العضوية في هذا المجلس ثمانية سنوات                                                                   |
| المجلس الخامس          | إبراهيم هاشم سعيد المفتي | 1 نوفمبر 1955     | 31 أكتوبر 1959     | 20+5        | ترأّس هذا المجلس رئيسان                                                                                        |
| المجلس السادس          | سمير الرفاعي سعيد المفتي | 1 نوفمبر 1959     | 31 أكتوبر 1963     | 25+5        | ترأس هذا المجلس رئيسان استقال جميع أعضاء المجلس بتاريخ 28 نوفمبر 1962 ، حيث أُعيد تشكيله بتاريخ 29 نوفمبر 1962 |
| المجلس السابع          | سعيد المفتي              | 1 نوفمبر 1963     | 31 أكتوبر 1967     | 30          | |
| المجلس الثامن          | سعيد المفتي              | 1 نوفمبر 1967     | 1 نوفمبر 1971      | 30          | |
| المجلس التاسع          | سعيد المفتي              | 1 نوفمبر 1971     | 20 أغسطس 1973      | 30          | |
| المجلس العاشر          | سعيد المفتي              | 21 أغسطس 1973     | 23 نوفمبر 1974     | 30          | |
| المجلس الحادي عشر      | بهجت التلهوني            | 1 ديسمبر 1974     | 20 يناير 1979      | 30          | |
| المجلس الثاني عشر      | بهجت التلهوني            | 20 يناير 1979     | 20 يناير 1983      | 30          | |
| المجلس الثالث عشر      | أحمد الطراونة            | 20 يناير 1983     | 11 يناير 1984      | 30          | |
| المجلس الرابع عشر      | أحمد اللوزي              | 12 يناير 1984     | 12 يناير 1988      | 30          | |
| المجلس الخامس عشر      | أحمد اللوزي              | 12 يناير 1988     | 23 نوفمبر 1989     | 30          | |
| المجلس السادس عشر      | أحمد اللوزي              | 23 نوفمبر 1989    | 22 نوفمبر 1993     | 40          | |
| المجلس السابع عشر      | أحمد اللوزي              | 23 نوفمبر 1993    | 22 نوفمبر 1997     | 40          | |
| المجلس الثامن عشر      | زيد الرفاعي              | 23 نوفمبر 1997    | 23 نوفمبر 2001     | 40          | |
| المجلس التاسع عشر      | زيد الرفاعي              | 23 نوفمبر 2001    | 17 نوفمبر 2003     | 40          | |
| المجلس العشرون         | زيد الرفاعي              | 17 نوفمبر 2003    | 17 نوفمبر 2005     | 55          | |
| المجلس الحادي والعشرون | زيد الرفاعي              | 17 نوفمبر 2005    | 28 نوفمبر 2007     | 55          | |
| المجلس الثاني والعشرون | زيد الرفاعي              | 29 نوفمبر 2007    | 17 ديسمبر 2009     | 55          | |
| المجلس الثالث والعشرون | طاهر المصري              | 17 ديسمبر 2009    | 25 نوفمبر 2010     | 55          | |
| المجلس الرابع والعشرون | طاهر المصري              | 25 نوفمبر 2010    | 25 أكتوبر 2011     | 60          | لم يكمل المجلس المدة الدستورية                                                                                |
| المجلس الخامس والعشرون | طاهر المصري              | 25 أكتوبر 2011    | 25 أكتوبر 2013     | 60          | |
| المجلس السادس والعشرون | عبد الرؤوف الروابدة      | 24 أكتوبر 2013    | 25 أكتوبر 2015     | 60          | |
| المجلس السابع والعشرون | فيصل الفايز              | 25 أوكتوبر 2015   | حتى الآن           | 60          | |

## أنظر أيضا
- دستور الأردن
- مجلس النواب الأردني
- كمال الشاعر
- ينال حكمت جانخوت